# Ursula Kamizuru

Ursula Kamizuru

Ursula Kamizuru geb. Hirschmüller (* 7. November 1953 in Sennfeld; † 5. August 2008 in Wesel) war in den 1970er Jahren und zu Beginn der 1980er Jahre eine der stärksten deutschen Tischtennisspielerinnen.

## Werdegang
Wegen ihrer Körpergröße (Die Größte war die Kleinste) von nur 1,49 m wurde Ursula Hirschmüller oftmals unterschätzt. Den ersten bedeutenden Erfolg im Tischtennis errang sie 1971, als sie das TOP-12 Bundesranglistenturnier der Jugend gewann. Mitte der 1970er Jahre gehörte sie zu den besten Spielerinnen in Deutschland. Fünfmal wurde sie deutsche Meisterin im Einzel, siebenmal im Doppel. Von 1979 bis 1981 gewann sie sämtliche möglichen neun DM-Titel. Sie nahm an 4 Weltmeisterschaften und 5 Europameisterschaften teil. International am erfolgreichsten war sie 1982, als sie bei der Europameisterschaft mit der deutschen Mannschaft Silber und im Einzel Bronze holte.
Zwischen 1974 und 1982 wurde sie 110 mal zu Länderspielen eingeladen. Zu dieser Zeit spielte sie beim damaligen Duisburger Bundesligisten DSC Kaiserberg.
1979 heiratete sie den Japaner Hideyuki Kamizuru, der für den japanischen Tischtennisausrüster Butterfly arbeitete. Ein Jahr später siedelte sie mit ihm nach Japan über. Mit ihm hat sie zwei Söhne (Yukio, * 1. März 1983, Yohji, * 1. Februar 1985). 1985 kehrte die Familie nach Deutschland zurück, weil Hideyuki Kamizuru die Geschäftsführung der europäischen Niederlassung der Firma Butterfly von Béla Simon übernahm.
1996 wurde Ursula Kamizuru Jugend- und Pressewart beim Verein TuS Rheinberg 08. Zuletzt lebte sie in Rheinberg-Borth. Hier kümmerte sie sich um die Tischtennis-Nachwuchsspieler. Aktiv spielte sie noch in der Damen-Oberliga.
Ursula Kamizuru starb am 5. August 2008 nach zweimonatiger schwerer Krankheit. Sie wurde drei Tage später auf dem Friedhof in Borth beigesetzt.

## Privat
Ursula Kamizuru hatte zwei Brüder und eine Schwester. Sie absolvierte eine Ausbildung als Buchhändlerin und arbeitete in der Stadtbibliothek Duisburg.

## Erfolge
- Teilnahme an 4 Tischtennisweltmeisterschaften
  - 1975 in Calcutta: 10. Platz mit Damenteam
  - 1977 in Birmingham: Viertelfinale im Einzel als einzige Europäerin, 11. Platz mit Damenteam
  - 1979 in Pyongyang: 9. Platz mit Damenteam
  - 1981 in Novi Sad: Achtelfinale im Doppel, 5. Platz mit Damenteam
- Teilnahme an 5 Tischtenniseuropameisterschaften
  - 1974 in Novi Sad: Viertelfinale im Einzel, 6. Platz mit Damenteam
  - 1976 in Prag: 8. Platz mit Damenteam
  - 1978 in Duisburg: 8. Platz mit Damenteam
  - 1980 in Bern:
  - 1982 in Budapest: 3. Platz im Einzel, 2. Platz mit Damenteam
- Europe TOP-12
  - 1975 in Wien: 11. Platz
  - 1978 in Prag: 7. Platz
  - 1980 in München: 7. Platz
  - 1982 in Nantes: 6. Platz
- Internationale Meisterschaften
  - 1974 Belgien: 1. Platz Mixed (mit Peter Stellwag), 2. Platz mit Damenteam
  - 1975 Ungarn: 2. Platz Mixed
  - 1976 Frankreich: 2. Platz Doppel
  - 1976 Polen: 1. Platz Doppel (mit R. Schmitz), 2. Platz mit Damenteam
  - 1977 Ungarn: Halbfinale Einzel, 2. Platz Doppel, 2. Platz Mixed
- Nationale deutsche Meisterschaften
  - 1973 in München – 1. Platz Doppel (mit Rose Diebold)
  - 1974 in Saarbrücken – 2. Platz Doppel (mit Rose Diebold), 4. Platz Mixed (mit Peter Stellwag)
  - 1975 in Hannover – 1. Platz Doppel (mit Rose Diebold)
  - 1976 in Essen – 2. Platz Einzel, 1. Platz Doppel (mit Rose Diebold), 2. Platz Mixed (mit Peter Engel)
  - 1977 in Berlin – 1. Platz Einzel
  - 1978 in Lübeck – 2. Platz Einzel, 3. Platz Doppel (mit Rose Diebold), 4. Platz Mixed (mit Peter Engel)
  - 1979 in Rüsselsheim – 1. Platz Einzel, 1. Platz Doppel (mit Kirsten Krüger), 1. Platz Mixed (mit Ralf Wosik)
  - 1980 in Hamburg – 1. Platz Einzel, 1. Platz Doppel (mit Kirsten Krüger), 1. Platz Mixed (mit Ralf Wosik)
  - 1981 in Böblingen – 1. Platz Einzel, 1. Platz Doppel (mit Kirsten Krüger), 1. Platz Mixed (mit Ralf Wosik)
  - 1982 in Hannover – 1. Platz Einzel, 1. Platz Doppel (mit Kirsten Krüger), 2. Platz Mixed (mit Ralf Wosik)
- Bundesranglistenturniere
  - 1975 in Hattersheim: 2. Platz
  - 1976 in Elsenfeld: 1. Platz
  - 1978 in Minden: 1. Platz
  - 1979 in Hattersheim: 1. Platz
  - 1980 in Neckarsulm: 2. Platz
- 8 Deutsche Mannschaftsmeisterschaften mit DSC Kaiserberg
  - 1975, 1976, 1977, 1978, 1981, 1982, 1984, 1988
- 5 Deutsche Pokalmeisterschaften mit DSC Kaiserberg
  - 1976 in Löhne: 1. Platz
  - 1977 in Frankenthal: 1. Platz
  - 1978 in Süßen: 1. Platz
  - 1979 in Rinteln: 1. Platz
  - 1982 in Donauwörth: 1. Platz
- Westdeutsche Meisterschaften
  - 1975: 1. Platz Doppel
  - 1977: 1. Platz Einzel, 1. Platz Doppel
  - 1978: 1. Platz Einzel, 1. Platz Mixed
  - 1979: 1. Platz Einzel, 1. Platz Mixed
  - 1981: 1. Platz Einzel, 1. Platz Doppel, 1. Platz Mixed
- Bundesranglistenturnier TOP-12 Jugend
  - 1971 in Heusenstamm: 1. Platz
- Deutsche Seniorenmeisterschaft
  - 2001 in Bad Iburg: Klasse Ü40 – 3. Platz Einzel, 1. Platz Doppel (mit Rose Diebold)
- Ranglisten
  - 1977: 8. Platz in ITTF-Weltrangliste
  - 1982: 4. Platz in Europarangliste
  - 1977–1982: 1. Platz in der deutschen Rangliste

## Vereine
- - 1964–????: TSV Bernhausen
  - um 1970: DJK Schwäbisch Gmünd
  - 1972–1974: Post SG Stuttgart
  - 1974–1990: DSC Kaiserberg
  -  ????–1993: SV Wanheim (Bezirksliga)
  - 1993–1995: Weiß-Rot-Weiß Kleve (2. Bundesliga)
  - 1995–????: TuS Rheinberg 08
  - seit 2000: TTG DJK Rheinland Hamborn

## Turnierergebnisse
| Verband | Veranstaltung       | Jahr | Ort        | Land | Einzel        | Doppel    | Mixed     | Team |
| ------- | ------------------- | ---- | ---------- | ---- | ------------- | --------- | --------- | ---- |
| FRG     | Europameisterschaft | 1982 | Budapest   | HUN  | Halbfinale    |           |           | 2    |
| FRG     | Europameisterschaft | 1980 | Bern       | SUI  | Viertelfinale |           |           |      |
| FRG     | Europameisterschaft | 1974 | Novi Sad   | YUG  | Viertelfinale |           |           |      |
| FRG     | EURO-TOP12          | 1982 | Nantes     | FRA  | 6             |           |           |      |
| FRG     | EURO-TOP12          | 1980 | München    | FRG  | 7             |           |           |      |
| FRG     | EURO-TOP12          | 1978 | Prag       | TCH  | 7             |           |           |      |
| FRG     | EURO-TOP12          | 1975 | Wien       | AUT  | 11            |           |           |      |
| FRG     | Weltmeisterschaft   | 1981 | Novi Sad   | YUG  | letzte 32     | letzte 16 | letzte 64 | 5    |
| FRG     | Weltmeisterschaft   | 1979 | Pyongyang  | PRK  | letzte 32     | letzte 64 | letzte 64 | 9    |
| FRG     | Weltmeisterschaft   | 1977 | Birmingham | ENG  | Viertelfinale | letzte 32 | Qual      | 11   |
| FRG     | Weltmeisterschaft   | 1975 | Calcutta   | IND  | letzte 64     | letzte 32 | letzte 64 | 10   |